# All Blacks vs. Springboks

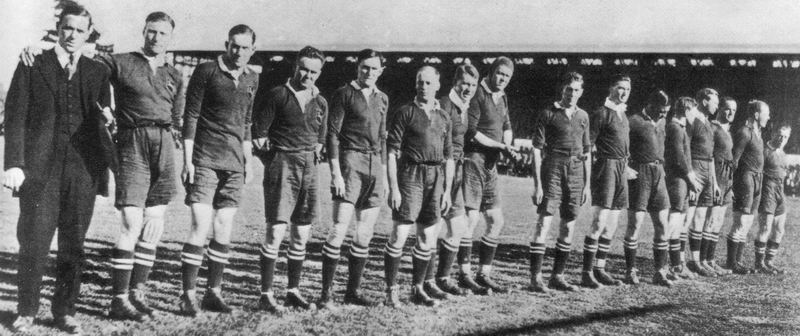
Primer enfrentamiento, 1921.

All Blacks vs. Springboks enfrenta a las selecciones de Nueva Zelanda y Sudáfrica, desde 1921 y actualmente dos veces al año por The Rugby Championship.
Springboks son los máximos ganadores de la Copa del Mundo, con cuatro títulos, mientras que All Blacks ocupan el segundo lugar, con tres. Los kiwis consiguieron Nueva Zelanda 1987, Nueva Zelanda 2011 e Inglaterra 2015, poseyendo el récord de más test matches ganados. Los sudafricanos se consagraron en Sudáfrica 1995, Francia 2007, Japón 2019 y Francia 2023, siendo el segundo equipo más ganador de partidos en la historia.
En ambos países el rugby es el deporte más popular y sus selecciones representan un símbolo de identidad nacional. Durante el amateurismo, Sudáfrica obtuvo más victorias y desde el profesionalismo, iniciado en 1996, Nueva Zelanda revirtió el historial.

## Totalidad de partidos y giras
Actualizado el 11 de septiembre de 2024
| Sede          | Partidos | Victorias | Victorias | Empates |
| ------------- | -------- | --------- | --------- | ------- |
| Nueva Zelanda | 46       | 33        | 10        | 3       |
| Sudáfrica     | 54       | 25        | 28        | 1       |
| Neutral       | 8        | 4         | 4         | 0       |
| Total         | 108      | 62        | 42        | 4       |

### Giras
Se denomina gira a la visita de un seleccionado a la nación del otro, para disputar una serie de test matches. Por lo tanto, los partidos únicos y los disputados en un torneo quedan excluidos. Desde el inicio de la Freedom Cup han dejado de existir por obvias razones.
| Disputadas | Victorias | Victorias | Empates |
| ---------- | --------- | --------- | ------- |
| 12         | 5         | 5         | 2       |

## Apartheid

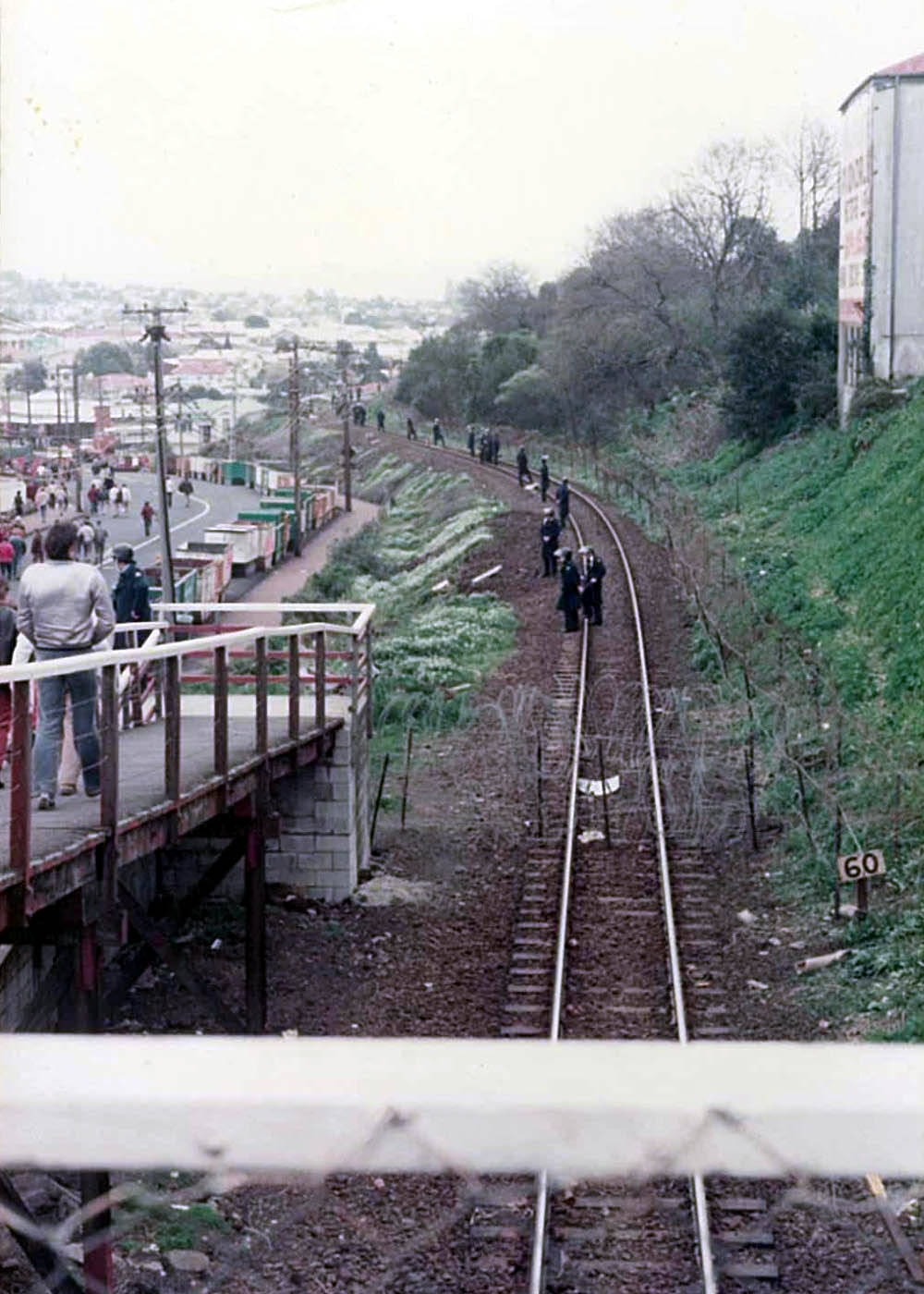
Policías durante los disturbios de 1981.

En 1948 se implementó el Apartheid en la Unión Sudafricana. Dicha política racista fue condenada por el Mundo y en 1964 el Comité Olímpico Internacional expulsó a Sudáfrica, sin embargo la World Rugby nunca sancionó a la South African Rugby Union y esta permaneció como miembro de pleno derecho.

### Años 1970
En 1970 la NZR accedió a realizar una gira cuando la SARU aceptó que los kiwis trajeran maoríes; bajo el título de Blancos honorarios.
Se disputaron cuatro test matches, destacaron Frik du Preez, Chris Laidlaw, Ian McCallum y Bryan Williams y fue victoria local 4–1.
En 1976 los de negro visitaron nuevamente Sudáfrica con el apoyo del gobierno kiwi y una recriminación de 32 países que no se escuchó: boicotearon los Juegos Olímpicos de Montreal 1976. Los locales triunfaron 4–1 y debido al gran caos ocasionado, los All Blacks no volverían a África sino hasta 1992; no oficialmente...

### Incidentes de 1981
Los años 1980 solo vieron un enfrentamiento; en 1981 bajo el lema «No hay política en el deporte»; los Springboks visitaron Nueva Zelanda. Las protestas que cancelaron juegos, produjeron cientos de heridos y detenidos; conmocionaron al país.
Los locales vencieron 2–1 y por los graves disturbios; este sería el último enfrentamiento oficial, hasta 1992 y la última visita sudafricana hasta 1994.

### New Zealand Cavaliers
En 1986 los All Blacks visitaron Sudáfrica bajo la condena mundial, un equipo plagado de estrellas y la necesidad de medirse contra el mejor equipo del Mundo al que se llamó la Generación perdida de los Springboks. Como ni la World Rugby ni la New Zealand Rugby avalaron el tour, la visita fue financiada por la SARU que pagó a los jugadores kiwi (prohibido en esa época), los afrikáneres apodaron Caballeros al rival y este jugó con un uniforme negro y con detalles amarillos.
Destacaron Naas Botha, Jannie Breedt, Carel du Plessis, Burger Geldenhuys, Danie Gerber, Johan Heunis, Uli Schmidt y Flippie van der Merwe en los Springboks, mientras que Kieran Crowley, Grant Fox, Craig Green, Steve McDowall, Murray Mexted, Wayne Shelford, Warwick Taylor y Alan Whetton en los neozelandeses.

### Nueva Sudáfrica y era profesional
Con la abolición del apartheid en 1992, se levantó el boicot deportivo y regresó el clásico más importante del rugby. El Test match del Regreso se jugó en agosto, tras 11 años del último oficial y enfrentó a Uli Schmidt, Jannie Breedt, Naas Botha, Danie Gerber y James Small contra Sean Fitzpatrick, Ian Jones, Michael Jones, Frank Bunce y John Kirwan.
En 1994 los Springboks visitaron Nueva Zelanda, por primera vez desde 1981. Los All Blacks, del entrenador Laurie Mains, ganaron de forma invicta la última visita sudafricana como gira y se establecieron como el mejor equipo del momento.
Dos años después inició el Torneo de las Tres Naciones 1996 que sumó a los Wallabies, para un torneo anual entre las superpotencias del Hemisferio sur. Terminado el campeonato, los de negro visitaron Sudáfrica en la última vez como gira y obtuvieron su primera victoria en la historia.

## Copa del Mundo
El torneo más importante del planeta ha sido conquistado siete veces por kiwis y sudafricanos, cuatro para estos últimos y tres para los All Blacks. Debido al boicot por el apartheid, los Springboks no participaron de las dos primeras ediciones: Nueva Zelanda 1987 e Inglaterra 1991.
Hasta el momento se han cruzado 6 veces: 1 en fase de grupos, 1 en cuartos de final, 1 en semifinales, 1 por el tercer puesto y 2 en la final. El historial está igualado a tres triunfos por lado, pero predominan los de Sudáfrica por su importancia.

### Sudáfrica 1995
Esta final fue el último partido de la era aficionada.

## Estadísticas
Jonah Lomu nunca pudo marcarle un try a Sudáfrica.